# Museo de Colecciones Municipales en la Armería
La antigua armería de la calle Juristenstraße 16a, situada en la plaza del Arsenal, es un edificio protegido en el casco antiguo de Wittenberg. El número de registro como monumento de Wittenberg es el 094 35933. La casa fue construida en 1855 como cochera (casa de carruajes de artillería) y ha servido desde entonces para fines militares y civiles. En 2016/17 se llevó a cabo una renovación general y se restauró la fachada histórica que da a la Arsenalplatz.

## Exposición
De 2015 a 2018, se crearon en varias etapas modernas salas de exposición con una superficie combinada de más de 1500 metros cuadrados en tres plantas de la histórica armería.
El 21 de diciembre de 2018, el museo se inauguró con conferencias de Reiner Haseloff, Torsten Zugehör y Nils Seethaler.

### Las "joyas de la corona" de la ciudad
En marzo de 2015, se abrió primero la planta baja: En trescientos metros cuadrados se exponen dieciocho "joyas de la corona" de la ciudad, entre ellas tres objetos de la colección de Julius Riemer. Las exposiciones sobre la historia de la ciudad incluyen una "costilla gigante" de la colección de reliquias de Federico el Sabio y la cadena del alcalde. En el centro de la exposición se encuentra una maqueta de la ciudad en torno a 1870, que ocupa casi 20 metros cuadrados de superficie. Esta parte de la exposición permanente sirve de introducción y referencia a las exposiciones permanentes de las plantas superiores del mismo edificio.

### Historia de la ciudad
En la primera planta de la armería se exponen 406 objetos sobre la historia de la ciudad de Wittenberg en más de 500 metros cuadrados. La exposición "Wittenberg a través de los siglos" abarca la prehistoria en el territorio de la ciudad actual, la Edad Media y los primeros tiempos modernos, así como los siglos XIX y XX. Por último, se reflexiona sobre la posible evolución del futuro de la ciudad. La exposición complementa temáticamente la Información histórica de la ciudad en la Stadthaus y continúa esta exposición cronológicamente hasta el presente.

### La colección de historia natural y etnología de Julius Riemer
En la planta superior hay una exposición permanente con objetos de la colección Julius Riemer La exposición El mundo de Riemer presenta 1.500 objetos sobre historia natural y etnología en más de 500 metros cuadrados de espacio expositivo y sitúa la biografía del coleccionista Julius Riemer en el centro de la presentación. Durante varios años de preparación, esta exposición de las Colecciones Municipales de Wittenberg se desarrolló de nuevo en colaboración con los Amigos de la Colección Julius Riemer. Es la única exposición etnológica permanente en Sajonia-Anhalt que presenta objetos de varios continentes de forma culturalmente comparativa.

## Literatura
- Karina Blüthgen: Finissage im Zeughaus: Seit es Menschen gibt, Dinge werden verehrt. En: Mitteldeutsche Zeitung del 22 de abril de 2018.[8]
- Ronny Kabus: Judíos de Lutherstadt Wittenberg en el Tercer Reich. 2015.